# شون باركر
شون باركر (بالإنجليزية: Sean Parker)‏ (ولد في 3 ديسمبر 1979) مستثمر وفاعل خير أمريكي ساهم في تأسيس شركة نابستر لمشاركة الملفات، أول رئيس لشركة فيس بوك، كما ساهم أيضا في تأسيس العديد من خدمات الشبكات الاجتماعية مثل بلاكسو (Plaxo)، كوسيس (Causes)، أير تايم (Airtime)، بري جاد (Brigade) برنامج أون لاين لحجز الفاعليات الميدانية. يرجع له الفضل في تأسيس وإدارة منظمة باركر المهتمه بالعلوم الطبيعية، الصحة العامة، الأنشطة المجتمعية. قامت مجلة فوربس بإدراج اسم شون باركر في المرتبة #722 في قائمتها لأغني مليارديرات العالم بصافي ثروة وصلت إلى 2.4 مليار دولار.

## السيرة الذاتية

### النشأة
ولد باركر في هيرندون، فيرجينيا. كان والدته دين باركر مقدمه إعلانات تلفزيونية. أما والده بروس باركر فكان مراقب سواحل. عندما بلغ باركر السابعه من عمره علمه والده كيفيه برمجة أتاري 800. كان سيكون لوالده مستقبل مشرق في البرمجة ولكنه بالرغم من ذلك فضل عائلته على مستقبله المهني ولذلك فقد كان دائما ما ينصح باركر قائلا: 
:«إذا أردت إتخاذ مخاطر، فإتخذها قبل أن يكون لديك عائلة.»
لم تكن لباركر هوايات عديدة في صغره. فلم يكن يهوى مع القراءة غير البرمجة والإختراق. وفي إحدى الليالي، وعندما كان باركر يحاول إختراق شبكة شركة فورتشين 500، فضح أمره وفشل في الخروج من شبكة الشركة بأمان عندما قام والده بالإتصال بشبكة الإنترنت فظهر عنوان آي بي الخاص به للعملاء الفيدرالين الذين قاموا بملاحقة الفتى ذي الست عشر ربيعا. ونتيجة لعدم تجاوزه سنه 18 عام، فقد تم إرسالة إلى الإصلاحية فقط.

### التعليم

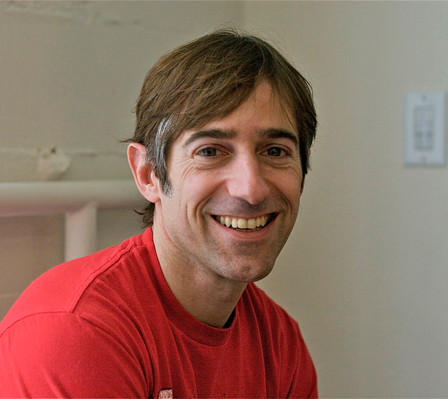
مارك بينكوس

إلتحق باركر بمدرسة داكتون الثانوية في مقاطعة فيرفاكس، فيرجينيا لمدة عامين قبل أن ينتقل إلى مدرسة شانلتي الثانوية في عام 1996. في تلك الأثناء أرسل باركر خطايا إلى إدارة المدرسة في محاولة منه لإقناعهم بإحتساب الزمن الذي قضاه في البرمجة في معمله الخاص من زمن حضور دوس لغة أجنبية، وقد نجح في ذلك. نتيجة لذلك تخرج باركر من المدرسة في عام 1998.
إشترك باركر في فترة الثانوية في مسابقة مارك بينكوس (الرئيس التنفيذي لشركة زينغا (Zynga)) في العاصمة واشنطن. وفاز في المسابقة بعد كتابته العديد من الأكواد وتطويره لبرامج الزواحف الشبكية. ليتم تعينه في الشركة بعد ذلك كمسئول عن تطوير شبكة الكمبيوتر الخاصة بفروع الشركة كما تم تعينه في وكالة المخابرات المركزية. بحلول عامه الأخير، كان باركر يتقاضى أكثر من 80,000 دولار في العام الواحد من مختلف المشاريع التي يعمل عليها. كان هذا المال كافيا لإقناع والديه بأن يترك التعليم ويبدأ في تأسيس حياته العملية كرجل أعمال.
أشارت العديد من وسائل الأعلام إليه بالعبقري، صرح باركر لوسائل الإعلام بأنه يعتبر فتره عمله في نابستر بأنها فتره تعليمه الجامعية.
في طفولته كان باركر مهووسا بالقراءة والتعلم الذاتي. وكانت هواية القراءة هي الحافز الأساسي لحلمه المتمثل في إنشاء جامعة باسم جامعة نابستر، بعد أن أصبح عالما في أمور القانون، تمويل المؤسسات وحصوله على العديد من حقوق الملكية الفكرية.

## الثروة

### نابستر

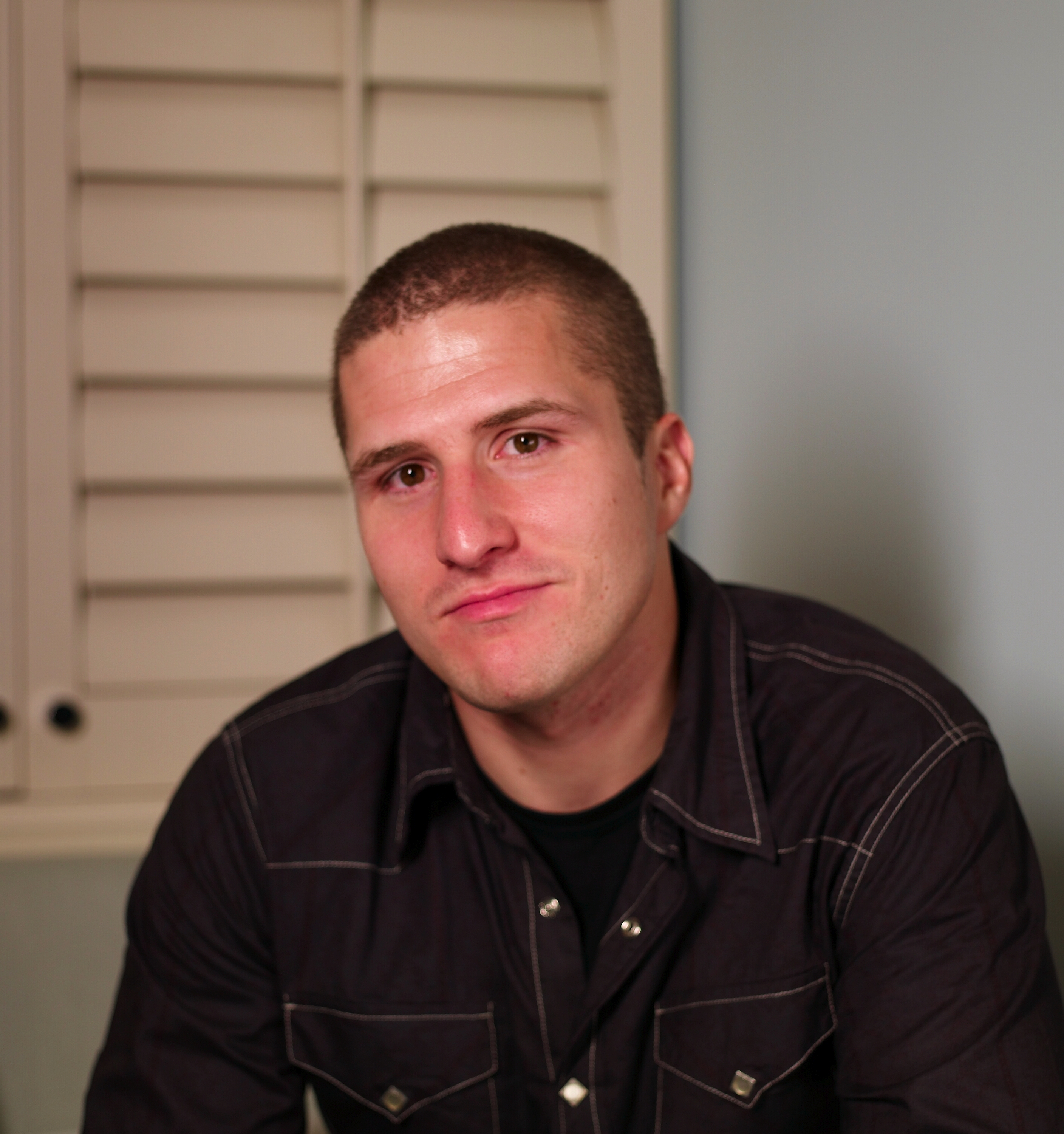
شون فانينج

عندما كان باركر في عامه الخامس عشر قابل شون فانينج ذو الأربع عشر عاما على شبكة الإنترنت. إجتمع الثنائي في حبهم للعديد من المواضيع مثل الفيزياء النظرية والإختراق. بعد مرور سنوات قليلة، أسس باركر وفانينك موقع نابستر، وهو موقع أون لاين لمشاركة الملفات الموسيقيه. إستثمر باركر ما يقرب من 50,000 دولار وأطلق الموقع في يونيو 1999. في خلال عام واحد، كان للموقع أكثر من 10 ملايين مستخدم. إشتهر موقع نابستر بتسجيله للعديد من الأغاني والألبومات متحدية بذلك رابطة صناعة التسجيلات الأمريكية لتسجيل الأغاني الهيفي ميتل والميتاليك. تم رفع العديد من الدعاوي القانونية على الموقع فتم إغلاقه بتهمه سرقة حقوق الأغاني.
تم إعتبار نابستر هو الموقع الأسرع إنتشارا على مر العصور، والأكثر تأثيرا في مجال صناعة الموسيقى. كما يعتبره البعض النسخة الأولية لموقع آي تيونز.

### بلاكسو
يعتبر موقع بلاكسو من أوائل خدمات الشبكات الاجتماعية. ففي نوفمبر 2002، أطلق باركر موقع بلاكسو كموقع تواصل إجتماعي متكامل مع برنامج مايكروسوفت أوت لوك، إشترك على الموقع ما يقرب من 20 مليون مستخدم. يعرف الموقع بأنه من أوائل المواقع التي استخدمت تقنية التسويق الفيروسي. بعد مرور عامين، ونتيجة للنمو الكبير للمواقع الكبيرة كموقع لينكد إن، زيناي، فيس بوك خلا موقع بلاكسو من أكبر الممولين مثل سيكوانا كابيتال ورام شيرام.

### فيس بوك
في عام 2004، رأى باركر موقع يسمى «ذا فيس بوك» على كمبيوتر صديقة صديقه، والتي كانت طالبه في جامعة ستانفورد. إعتمد باركر على خبراته الواسعة في مجال صناعة مواقع التواصل الإجتماعي بعد عمله في موقع فريندستير ومع مؤسسها جونثان إبرامز. حصل فيها باكر على أسهم ليست بالكثيرة من أسهم الشركة عند خروجه منها في عام 2003.

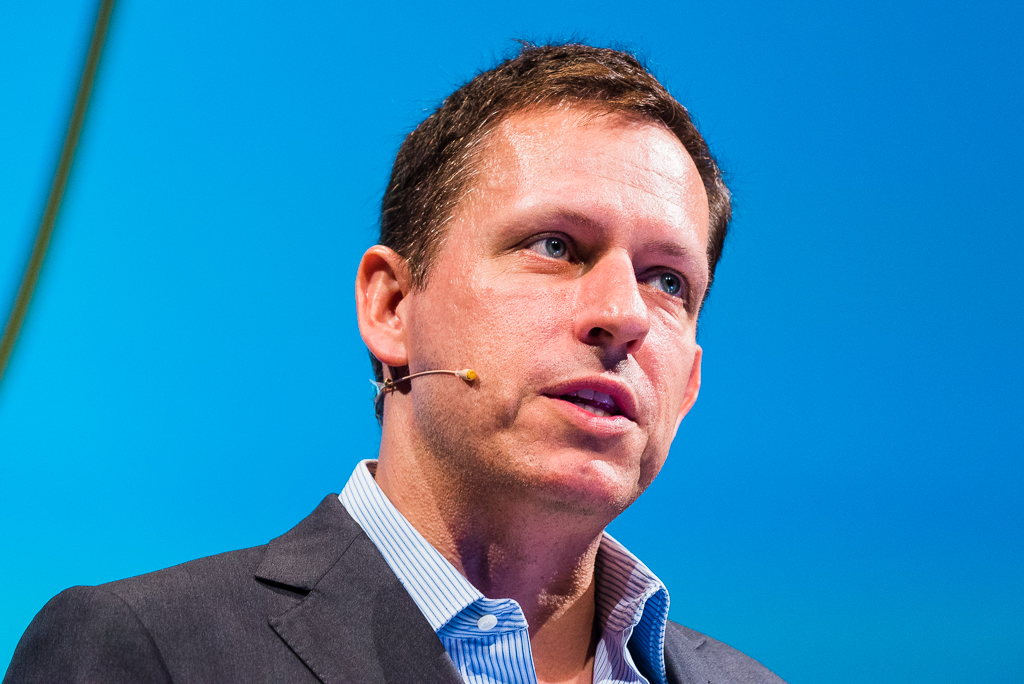
بيتر ثيل

قابل باركر مارك زوكربيرج وإدواردو سافرين وفي نهاية لقائهم الأول إقترح عليهم تغيير الأسم من «ذا فيس بوك» إلى «فيس بوك»، وبعد مرور أشهر قليلة دخل باركر المجموعة المكونه من 5 أشهر كأحد رؤسائها. وفقا لبيتر ثيل -المستثمر الأول لموقع فيس بوك- كان شون باكر هو صاحب الحلم الأكبر لجعل فيس بوك أكبر وأكبر وأنه إذا لم يقم مارك بإطلاق الموقع فإن شون باركر كان من سيفعل.
بفضل باركر حصل فيس بوك على أول ممول له وهو بيتر ثيل، في أول جلسه لمجلس الإدارة رشح باركر زوكربيرغ للحصول على ثلاث كراسي من أصل خمسة في مجلس الإدارة ليعطي لزوكربيرج الأفضلية والسيطرة على الشركة لجعلها شركة خاصة حرة. كما يرجع الفضل إلى باركر في تطوير واجهة المستخدم وخاصية إعادة نشر الصور على صفحات المستخدمين الشخصية. صرح مارك زوكربيرج في إحدى مقابلاته عندما سئل عن دور باركر في تطوير فيس بوك قائلا:
«يرجع فضل كبير إلى باركر في تحويل فيس بوك من مشروع جامعي إلى شركة حقيقية.» 
في عام 2005، داهمت الشرطة حفلة في منزل مؤجر خاص بباركر ليجدوا فيه كوكايين. تم القبض على بارك متلبسا وإتهم بحيازة وتعاطي المخدرات. على الرغم من عدم ثبوت التهمة عليه إلا أنها كانت في مثابة القشة التي قسمت ظهر البعير، حيث صمم الممولين على استقالة باركر الفورية من مجلس الإدارة. على الرغم من ذلك لم تكن تلك الحادثة هي نهاية علاقته بمارك زوكربيرج فيعتبر الثنائي أنفسهم أصدقاء ويتقابلوا بصفة دائمه.
تم تغطيه علاقة مارك زوكربيرج وشون باركر في فيلم «ذا سوشيال نت ورك» من إخراج ديفيد فينشر، قام فيه الممثل جستين تيمبرلك بتجسيد شخصية باركر والممثل جيسي آيزينبيرغ بشخصية مارك زوكربيرج.

### سبوتيفاي

لوجو تطبيق سبوتيفاي (2008–2012)

خريطة بالدول المتاح فيها تطبيق سبوتيفاي.

عندما كان باركر يعمل في مؤسسة فاوندرز فاند (Founders Fund) تطلع باكر لتأسيس شركة تستطيع مشاركة الملفات الموسيقية ولكن هذا المرة بطريقة قانونية. في عام 2009، أراه أحد اصدقائه سبوتيفاي – موقع سويدي للملفات الموسيقية- ليرسل بعدها باركر إيميل إلى مؤسس الموقع دانيال إيك. تبادل الثنائي الرسائل الإلكترونية، ليأتي عام 2010 ويعلن باركر عن نيته بإستثمار ما يقرب من 15 مليون دولار في الموقع. وسرعان ما دخل باركر مجلس إدارة الشركة.
بعد دخول باركر مجلس الإدارة تفاوض مع العديد لتطوير الموقع فعلى سبيل المثال بعد وقت قصير تفاوض مع مجموعتي وارنر ويونيفرسال الموسيقية لدعم المشروع. ليعلن في يوليو 2011 عن إطلاق الموقع الأمريكي لسبوتيفاي. وفي مؤتمر فيس بوك 18 في نفس العام، أعلن باركر عن وجود تعاون مشترك بين فيس بوك وسبوتيفاي.

### إير تايم
في عام 2011، تعاون باركر مع صديقه القديم ومؤسس نابستر السابق شون فانينج لتأسيس موقع إير تايم. لم يجد باركر صعوبة في إيجاد المستثمرين فسريعا ما ضم رون كونواي، مايكل أريجتون وأشتون كوتشر.
حاز باركر على منصب الرئيس التنفيذي، بينما أصبح فانينج هو المدير التنفيذي.

### ويل كول
في أغسطس 2013، إستثمر باركر في شركة تطبيقات المحمول ويل كول لآي فون وأندرويد بما يقرب من 2.1 مليون دولار جنبا إلى جنب مع المستثمر الأوربي أوليفر جانك. يهدف المؤسس المشارك للشركة دوني دينيش بخلق تعاون مشترك بين شركته وسبوتيفاي لتطوير تطبيق يمكن العملاء من شراء الأغاني وحجز التزاكر باستخدام الموبايل فقط.

### بريجاد ميديا
في إبريل 2014، أعلن باركر عن مبادرة جديدة أسماها بريجاد. وهو تطبيق أون لاين يهدف إلى معرفة الأنشطة الميدانية سواء كانت سياسية، إجتماعية، ثقافية، ترفيهية. وحجز تزاكر الحفلات في مختلف أنحاء الولايات المتحدة. إستثمر باركر في التطبيق ما يقرب من 9.3 مليون دولار غير ما تم إستثماره من باقي الممولين. صرح باركر في إحدي مقابلاته مع وسائل الإعلام قائلا:
:«تعتبر السياسة هي المنطقة المفضلة لدى لإشاركها في الموقع»

### مشغل ذا بيبول
في أكتوبر 2014، أصبح باركر مستشارا لدى ذا مشغل ذا بيبول. وهو عبارة عن مشغل شبكة محمول إفتراضي يخصص ما يقرب من 10% من أرباح المشروع للجمعيات الخيرية. 

### مؤسسة فاوندرز فاند
في عام 2006، أصبح باركر شريك في إدارة مؤسسة فاوندرز فاند، وهي عبارة عن مجموعة شركات تم تأسيسها من قبل بيتر ثيل. يقع مقرها الرئيسي في سان فرانسيسكو. تهدف المؤسسة إلى استثمار ما يقرب من 500 مليون دولار في الشركات جديدة العهد مثل باث وتك كرانش، وكأغلب أعمال باركر قام بتخصيص بعد موافقة ثيل بالطبع جزء من أرباح المشروع للجمعيات الخيرية. في عام 2014، تنحى باركر عن منصبة ليستطيع التركيز على المشاريع الأخرى.
إستضاف بارك العديد من الأنشطة والفاعليات الإجتماعية حيث يعطى سنويا لما يقرب من 20 شركة ومستثمر جديد منحه تصل إلى 100,000 ليبدء مشروعه الخاص.

## الأعمال الخيرية
في يونيو 2015، أعلن باركر نيته عن التبرع بمبلغ 600 مليون دولار لإنشاء مؤسسه باركر التي تركز على ثلاث مجالات وهم علوم الحياة، الصحة العامة العالمية والمشارك المدنية. تمتلك المؤسسة أهم عوامل لتصبح مؤسسه ناجحه على المستوى العالمي وهم البصيرة، رأس المال، العلوم والتكنولوجيا، المؤسسات والسياسة العامة.
منذ عام 2005 وباركر مانح نشط لأبحاث السرطان، الصحة العامة العالمية والمشاركة المدنية. في عام 2012، تبرع باركر بمبلغ 5 مليون دولار لمعهد أبحاث السرطان لإنشاء فريق حلم العلاج المناعي، توحيد الجهود في المعامل والعيادات لإيجاد دواء للسرطان. في ديسمبر 2014، تبرع باركر بمبلغ 24 مليون لإنشاء مركز شون باركر للحساسية في ستانفورد. في عام 2015، تبرع بمبلغ 4.5 مليون دولار لدعم مبادرة القضاء على الملاريا في منظمة الصحة العالمية بجامعة كاليفورنيا في سان فرانسيسكو، وبمبلغ 10 مليون دولار لمختبر شون باركر لأبحاث المناعة الذاتية في منظمة الصحة العالمية جامعة كاليفورنيا في سان فرانسيسكو. في فبراير 2015، تم إختيار شون باركر في المرتبة الخامسه في قائمة أكثر 50 رجال الأعمال عام 2014. في إبريل 2016، تبرع باركر بمبلغ 250 مليون دولار لمعهد باركر لعلاج السرطان، يعمل لدى المعهد الآن أكثر 300 عالم في 40 معمل في 6 معاهد.
باركر داعم نشط للعديد من الجمعيات المتخصصه لعلاج مرضى السرطان مثل منظمة كود أمريكا، قف ضد السرطان، معهد أبحاث السرطان، لا مزيد من الملاريا، مؤسسة كلينتون، واحد وحمله المياة الخيرية.
في 2007، أسس باركر تطبيق الأسباب (كوزيس) واحد من أوائل تطبيقات الفيس بوك الخيرية التي تستخدم الشبكات الإجتماعية لربط الجمعيات الخيرية بالداعمين والمانحين المحتملين. بحلول عام 2013، وصل عدد مشتركين البرنامج إلى ما يقرب من 186 مليون متبرعين بأكثر من 50 مليون دولار لأكثر من 60,000 منظمة خيرية غير ربحية. التطبيق الآن جزء من بريجيد ميديا. 

## التبرعات والأنشطة السياسية
قدم باركر العديد من التبرعات لكلا من الحزب الديموقراطي والجمهوري حيث يتبع باركر مبدأ عدم الإنحياز الحزبي فهو مع المنتخبين الذين يجدهم كفء للعمل مع الظروف المحيطة. في الأونة الأخيره فضل باركر الحزب الديموقراطي لما يقدمه من قضايا تقدمية وبرامج إصلاحيه مثل برنامج إعاده النظر في تمويل الحملات الإنتخابيه، مراقبة التسليح.
أعلن باركر تأيده لإتجاه الحكومة لزيادة الضرائب بشكل عام وعلى الأثرياء والأشد ثروة بشكل خاص.
كما قدم باركر الدعم أيضا للمرشحين الجمهوريين المعتدليين الذين يقدمون حلولا إقتصاديه ولا يمانعون الحلول التوافقيه وصنع الصفقات. إلتقى باركر في واشنطن مع المشرعين الجمهوريين في محاولة منهم لإيجاد طرث لتشجيع الإستثمار في المناطق المضطربة في البلاد. كما دعم أيضا إعاده صياغة قانون القنب. في عام 2010، وعلى خطى المؤسس المشارك للفيس بوك داستن هارون موسكوفيتش (المتبرع تقريبا 70,000 دولار) تبرع باركر بمبلغ 100,000 إلى حملة كاليفورنيا «19 حملة لإضفاء الشرعية على الماريجوانا في الولاية». وبمبلغ 400,000 دولار للحزب الديموقراطي دعما لحمله إقتراح كاليفورنيا رقم 63 لتقليل عمليات شراء الذخيرة. كما وعد باركر بالتبرع بمبلغ 250 مليون دولار لإنشاء معهد جديد يهدف لتطوير تقنيات جديده أكثر فاعلية لعلاج مرضى السرطان عن طريق تعزيز التعاون بين كبار الباحثين في هذا المجال.
في الإنتخابات الرئاسية لعام 2016، أنشأ باركر دليل إقتراع لمساعدة الناخبين على التصويت لمرشحهم.

## في الثقافة العامة
قام الممثل والمغني جاستين تيمبرلك في عام 2010 بتجسيد شخصية باركر في فيلم الشبكة الإجتماعية (ذا سوشيال نيتورك) من إخراج ديفيد فينشر. يوثق الفيلم الأيام الأولى لتأسيس موقع فيسبوك.
بالرغم من إشادة باركر بمجهود فينشر، إلا أن العديد لاحظوا الفرق الشاسع بين باركر الحقيقي والنسخة التي يقدمها تيمبرليك. صرح تشاماث باليهابيتيا رئيس قسم تطوير فيسبوك لوسائل الإعلام إلى أن «باركر في الحقيقة هو نقيض الفيلم تماما».
علق باركر سلبيا على جزئيه خروج إدواردو سافرين من فيسبوك، حيث أنها إسقاط ساخر لخروجه من بلاكسو. كما وصف شخصيته بأنها «شخصيه شائنه أخلاقيا»، كما صرح قائلا:
«من الصعب عليك الشكوى عندما يتم تجسيدك من قبل دمية جنسيه».
في عام 2011، ظهر باركر في عرض ليت نايت مع جيمي فالون، كما ظهر على غلاف كلا من مجلة فوربس 400 وفانيتي فير.

## الحياة الشخصية
في عام 2011، أعلن باركر عن خطوبته بكاتبه الأغاني والمغنيه إلكسندرا ليناس، تزوج الثنائي في عام 2013. رزق الثنائي بطفلة، وينتر فيكتوريا باركر، في 6 يناير عام 2013، وبطفل زفير إيمرسون باركر في 1 ديسمبر 2014.

### حفلة الزفاف
في 1 يونيو 2013، تزوج باركر من إليكسندرا ليناس في إحتفالية كبيرة في بيغ سور، كاليفورنيا، حصل فيها كل ضيف على زي من رائعه سيد الخواتم. بلغت ميزانية الزفاف حوالي 10 ملايين دولار للمرحلة الأمر الذي وصفه باركر بأنه خرج عن السيطرة.
هاجمت جريدة ذا أتلانتيك الزفاف مدعيه أن الزفاف شكل ضررا بيئيا كبيرا على غابات الخشب الأحمر، الأمر الذي انكره باركر تماما وأعلن تعاونه التام مع جمعية الحفاظ على البيئة. لم يحصل باركر على إذن لإغلاق المكان في وجه العامه. صرح المتحدث باسم اللجنة الساحلية لولاية كاليفورنيا قائلا:
«السيد باركر، إنتهك بإستأجر المخيم قانون السواحل»
تم حل النزاع بعد أن دفع باركر مبلغ 2.5 مليون دولار تعويضا.

## وصلات خارجية
- الموقع الرسمي لموقع بلاكسو
- الموقع الرسمي لموقع نابستر
- الموقع الرسمي لموقع إير تايم
- الموقع الرسمي لمؤسسة فاوندرز فاند